# Vålberg
Vålberg is een dorp binnen de gemeente Karlstad in de Zweedse landschap Värmland en de provincie Värmlands län.
In Vålberg wonen 2805 inwoners (2005) en het dorp heeft een oppervlakte van 388 hectare. Het dorp is gelegen aan de noordwestpunt van het Vänermeer, genaamd Åsfjord. Het is gebouwd aan de westoever van een klein riviertje; de Norsälven. Vålberg heeft inmiddels het gehucht Nor (de naamgever van de rivier) ingelijfd.

## Voetnoten
1. ↑  (sv)  Tätort (17-02-2006). Zweeds Bureau voor Statistiek. Tätorter 2005. Bezocht op 13 april 2009.